# Anthepiscopus flavicoxa
Anthepiscopus flavicoxa är en tvåvingeart som beskrevs av Axel Leonard Melander 1927. Anthepiscopus flavicoxa ingår i släktet Anthepiscopus, ordningen tvåvingar, klassen egentliga insekter, fylumet leddjur och riket djur.
Artens utbredningsområde är Washington. Inga underarter finns listade i Catalogue of Life.